# Wormald-Piedmont-Gletscher
Der Wormald-Piedmont-Gletscher ist ein 110 km langer Vorlandgletscher auf der Adelaide-Insel westlich der Antarktischen Halbinsel. Er nimmt den östlichen Teil der Wright-Halbinsel zwischen dem Rothera Point und dem Sighing Peak ein.
Wissenschaftler des Falkland Islands Dependencies Survey (FIDS) kartierten ihn zwischen 1961 und 1962, die des British Antarctic Survey (BAS) im Jahr 1976. Das UK Antarctic Place-Names Committee benannte ihn 1977 nach Steven Wormald (* 1946), Wetterbeobachter des BAS auf der Adelaide-Station von 1969 bis 1970, Assistent auf der Station auf Stonington Island von 1970 bis 1971 sowie Manager für Feldforschungseinsätze von 1973 bis 1977.